# طراحی زایان

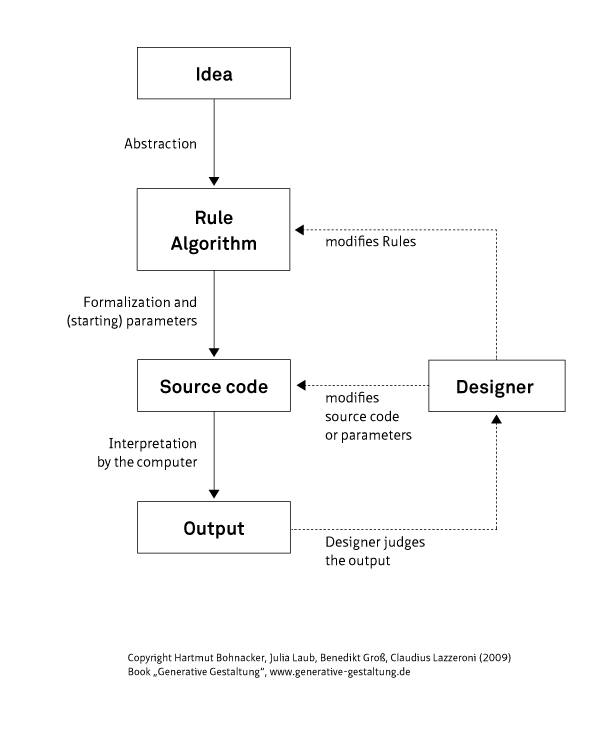
فرایند ایجاد طراحی زایان

طراحی زایان یا طراحی مولد (انگلیسی: Generative Design) یک فرایند یافتن فرم است که می‌تواند رویکرد تکاملی طبیعت را در رابطه با طراحی، تقلید کند. طراحی زایان می‌تواند با اهدافی شروع شده و سپس تعداد غیرقابل شمارشی از راه حل‌ها را برای یافتن بهترین گزینه پژوهش کند. با استفاده از محاسبات ابری، طراحی زایان می‌تواند چرخه ای از هزاران یا میلیون‌ها طراحی، پیکربندی آزمون و یادگرفتن از چرخه‌های قبلی را طی کند. این فرایند می‌تواند طراحان را قادر سازد تا فراتر از توانایی انسان‌ها برای ایجاد یک طراحی، گزینه‌های جدیدی را تولید کنند، تا با یک طراحی بهینه برسد.
بیشترین طراحی‌های زایان، که خروجی آن‌ها عکس‌ها، صداها، مدل‌های معمارانه، پویانمایی و غیره است بر اساس مدل‌های الگوریتمی و پارامتری است. طراحی زایان یک روش سریع برای جستجوی گزینه‌های ممکن طراحی ای که در حوزه‌های دیگر مثل هنر، معماری، طراحی ارتباطات و طراحی محصول استفاده می‌شود، است. طراحی زایان معمولاً دارای:
- یک طرح طراحی
- وسیله ای برای ایجاد گونه‌های مختلف طراحی
- وسیله ای برای انتخاب خروجی مورد نظر

است.
برخی از طرح‌های طراحی از الگوریتم‌های ژنتیک برای ایجاد گونه‌های دیگر طراحی استفاده می‌کنند. بعضی دیگر از اعداد تصادفی استفاده می‌کنند. طراحی زایان از فرایند طراحی طبیعی الهام گرفته شده‌است که در آن طراحی‌ها از طریق توسعه گونه‌های ژنتیکی به وجود می‌آیند.
در طراحی ارتباط، کاربردهای اصلی شامل ایجاد نمودارهای اطلاعاتی، دیاگرام‌ها، و طراحی‌های انعطاف‌پذیر شرکتی است. طراحی زایان در معماری (طراحی محاسباتی نیز گفته می‌شود) بیشتر در فرایند یافتن فرم و شبیه‌سازی ساختارهای معماری استفاده می‌شود.
اهمیت طراحی زایان، بیشتر به دلیل محیط‌های برنامه‌نویسی جدید (Processing, vvvv, Quartz Composer, Open Frameworks) یا قابلیت‌های اسکریپت‌نویسی (Grasshopper 3D در Rhinoceros 3D, Scriptographer, Sverchok برای Blender) که باعث سهولت در طراحی فزاینده شده‌اند، در حال افزایش است.
طراحی زایان در بسیاری از دانشکده‌های معماری تدریس می‌شود.
تعریف طراحی زایان به وسیلهٔ Celestino Soddu در سال ۱۹۹۲: «طراحی زایان یک فرآیند مورفوژنتیک با استفاده از الگوریتم‌ها است که در قالب یک سامانه غیر-خطی برای تعداد نامتهاهی نتایج یکتا و غیرقابل تکرار، ساختار می‌یابد و بوسیله idea-code اجرا می‌شود، درست مثل چیزی که در طبیعت وجود دارد.»
تعریف طراحی زایان به وسیلهٔ Sivam Krish در سال ۲۰۱۳: «طراحی زایان تبدیل انرژی محاسباتی به انرژی جستجوی خلاقانه است که به طراحان انسانی قدرت جستجوی تعداد خیلی بیشتری از طراحی‌های ممکن تحت محدودیت‌های قابل اصلاح، را می‌بخشد.»
یکی از مهم‌ترین و بارزترین بخش‌ها که یک مدل محاسباتی را، زایان می‌کند، حلقه بازخورد (به انگلیسی: Feedback loop) است. بازخورد شامل مکانیزم‌های ساده، که در آن، مدل، خروجی را مستقیماً به ورودی می‌فرستد، تا بازخوردهای نسبتاً پیچیده مثل استفاده از روتین‌های ارزیاب طراحی، می‌شود. مدل‌های زایان در مدلسازی سامانه‌های پویا (انگلیسی: System Dynamics Modeling) ریشه دارند و ذاتاً یک فرایند تکرار شونده هستند که در آن راه حل طی چندین تکرار از عملیات‌های طراحی، توسعه می‌یابد.